# Hamiltonova funkce
Hamiltonova funkce (též označovaná jako hamiltonián - pod tímto pojmem však bývá obvykle myšlen Hamiltonův operátor) označuje ve fyzice funkci vyjadřující energii fyzikálního systému v zobecněných souřadnicích a hybnostech.
Hamiltonova funkce hraje důležitou úlohu v Hamiltonovské formulaci mechaniky.
Funkce je pojmenována po Williamu Rowanu Hamiltonovi.

## Definice
Hamiltonova funkce mechanického systému s {\displaystyle m\,} stupni volnosti je definována vztahem:
{\displaystyle H(q_{1},q_{2},....q_{m},p_{1},p_{2},....p_{m},t)=\sum _{i=1}^{m}{\dot {q}}_{i}\,p_{i}-L(q_{1},q_{2},....q_{m},{\dot {q}}_{1},{\dot {q}}_{2},...,{\dot {q}}_{m},t)},
kde {\displaystyle L\,} je Lagrangeova funkce systému a
na pravé straně jsou zobecněné rychlosti {\displaystyle {\dot {\mathbf {q} }}} vyjádřené jako funkce zobecněných souřadnic {\displaystyle q_{1},q_{2},....q_{m}\,}, zobecněných hybností {\displaystyle p_{1},p_{2},....p_{m}\,} a případně času {\displaystyle t}, tzn.
{\displaystyle {\dot {q}}_{j}={\dot {q}}_{j}(q_{1},q_{2},....q_{m},p_{1},p_{2},....p_{m},t)}.

## Vlastnosti
Hamiltonova funkce se nemění při pohybu, u kterého Lagrangeova funkce není explicitně závislá na čase. Dosadí-li se totiž Lagrangeovy pohybové rovnice do totální derivace Lagrangeovy funkce:
{\displaystyle {\frac {\mathrm {d} L}{\mathrm {d} t}}=\sum _{i}{\frac {\partial L}{\partial q_{i}}}{\dot {q}}_{i}+\sum _{i}{\frac {\partial L}{\partial {\dot {q}}_{i}}}{\ddot {q}}_{i}+{\frac {\partial L}{\partial t}}=\sum _{i}{\frac {\mathrm {d} }{\mathrm {d} t}}\left({\frac {\partial L}{\partial {\dot {q}}_{i}}}{\dot {q}}_{i}\right)+{\frac {\partial L}{\partial t}}},
poslední člen je vzhledem k explicitní nezávislosti lagrangiánu nulový, a dosadí-li se Lagrangeovy pohybové rovnice, vychází:
{\displaystyle {\frac {\mathrm {d} }{\mathrm {d} t}}\left[\sum _{i}\left({\frac {\partial L}{\partial {\dot {q}}_{i}}}{\dot {q}}_{i}\right)-L\right]={\frac {\mathrm {d} }{\mathrm {d} t}}\left(\sum _{i}p_{i}{\dot {q}}_{i}-L\right)={\frac {\mathrm {d} H}{\mathrm {d} t}}=0}
Lagrangeovu funkci {\displaystyle L(q_{1},q_{2},....q_{m},{\dot {q}}_{1},{\dot {q}}_{2},...,{\dot {q}}_{m},t)} lze získat z Hamiltonovy funkce {\displaystyle H(q_{1},q_{2},....q_{m},p_{1},p_{2},....p_{m},t)\,} dosazením za {\displaystyle p_{j}\,} zobecněných souřadnic, rychlostí a času podle Hamiltonových rovnic.
Přechod od Lagrangeovy k Hamiltonově funkci, tedy přechod od proměnných {\displaystyle q_{j},{\dot {q}}_{j}} k proměnným {\displaystyle q_{j},p_{j}\,}, se nazývá Legendreova duální transformace.

## Hustota hamiltoniánu
Zejména v kvantové teorii pole se používá hustota hamiltoniánu, vyjadřující jeho prostorové rozložení. Vzájemná souvislost je dána vztahem
{\displaystyle H=\int {\mathcal {H}}(q_{j}(\mathbf {x} ),p_{j}(\mathbf {x} ),t)\,\mathrm {d} ^{3}\mathbf {x} }

## Jednoduché příklady
- Hamiltonova funkce pro pohyb volné částice (hmotného bodu):

{\displaystyle H={\frac {{\vec {p}}^{2}}{2m}}}
- Hamiltonova funkce částice s nábojem {\displaystyle q\,} v elektromagnetickém poli s elektrickým potenciálem {\displaystyle \varphi \,} a vektorovým potenciálem {\displaystyle {\vec {A}}}:

{\displaystyle H={\frac {({\vec {p}}-q{\vec {A}})^{2}}{2m}}+q\varphi }
- Hamiltonova funkce relativistické částice (pro nenabitou částici odpadá člen s {\displaystyle q\,}):

{\displaystyle H={\sqrt {m^{2}c^{4}+({\vec {p}}-q{\vec {A}})^{2}c^{2}}}+q\varphi }